# Gulpannad lövletare
Gulpannad lövletare (Dendroma rufa) är en fågel i familjen ugnfåglar inom ordningen tättingar.

## Utseende
Gulpannad lövletare är en rätt liten brun fågel, undertill ljusbeige och ovan varmare roströd. På huvudet syns ett beigefärgat ögonbrynsstreck. och gråare hjässa. Den genomgående ostreckade beigefärgade fjäderdräkten skiljer den från andra lövletare och trädletare.

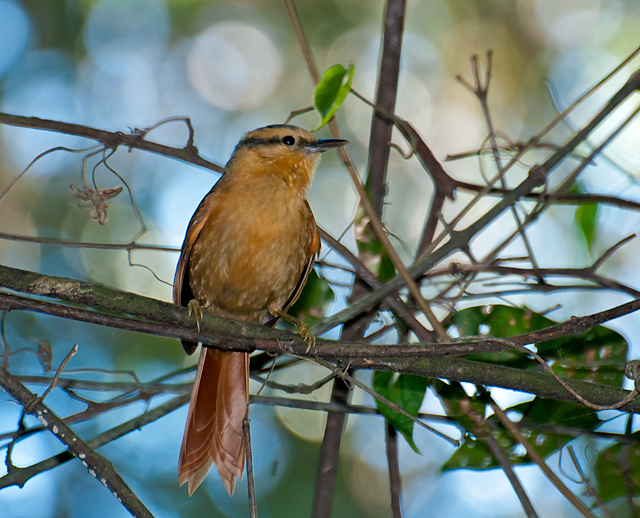

## Utbredning och systematik
Gulpannad lövletare delas in i sju underarter med följande utbredning:
- Dendroma rufa panerythra – förekommer i höglandet i Costa Rica till östra Anderna i Colombia
- Dendroma rufa riveti – förekommer i västra Anderna i Colombia och nordvästra Ecuador (Pichincha och El Oro)
- Dendroma rufa columbiana – förekommer i kustnära bergskedjan i norra Venezuela
- Dendroma rufa cuchiverus – förekommer i subtropiska södra Venezuela (Bolívar)
- Dendroma rufa boliviana – förekommer i östra Peru och Bolivia (La Paz och Santa Cruz)
- Dendroma rufa chapadense – förekommer i sydvästra Brasilien (Mato Grosso)
- Dendroma rufa rufa – förekommer från östra Brasilien (Goiás och Bahia) till östra Paraguay och nordöstra Argentina

### Släktestillhörighet
Gulpannad lövletare placeras traditionellt i släktet Philydor. Genetiska studier har dock visat att arterna i släktet inte står varandra närmast. Gulpannad lövletare och dess nära släkting gråryggig lövletare är i stället närmast släkt med Clibanornis och har därför lyfts ut till ett eget släkte, Dendroma.

## Levnadssätt
Gulpannad lövletare hittas i bergsskogar upp till 1800 meters höjd. Den slår vanligen följe med kringvandrande artblandade flockar som rör sig i undervegetationen. Arten håller sig lågt ner, där den letar runt bland snår och lövsamlingar på jakt efter föda.

## Status och hot
Arten har ett stort utbredningsområde, men tros minska i antal, dock inte tillräckligt kraftigt för att den ska betraktas som hotad. Internationella naturvårdsunionen IUCN listar arten som livskraftig (LC).